# ديفيد هيلدبراند ويلسون
ديفيد هيلدبراند ويلسون (بالإنجليزية: David Hildebrand Wilson)‏ هو أمين متحف وفنان أمريكي، ولد في 1946.